# The Last Duel
The Last Duel is een Amerikaans historisch drama uit 2021, geregisseerd door Ridley Scott en geschreven door Ben Affleck, Matt Damon en Nicole Holofcener. De film is gebaseerd op het boek The Last Duel: A True Story of Trial by Combat in Medieval France geschreven door Eric Jager.

## Verhaal
De twee voormalige vrienden Jean de Carrouges en Jacques Le Gris worden elkaars vijanden nadat Carrouges Le Gris ervan beschuldigt zijn vrouw te hebben verkracht. Het verhaal wordt achtereenvolgens door de ogen van Carrouges, Le Gris en Marguerite verteld.

## Rolverdeling
| Acteur             | Personage                |
| ------------------ | ------------------------ |
| Matt Damon         | Jean de Carrouges        |
| Adam Driver        | Jacques Le Gris          |
| Jodie Comer        | Marguerite de Carrouges  |
| Ben Affleck        | Pierre d'Alençon         |
| Harriet Walter     | Nicole de Buchard        |
| Nathaniel Parker   | sir Robert D'Thibouville |
| Sam Hazeldine      | Thomin du Bois           |
| Adam Nagaitis      | Adam Louvel              |
| Michael McElhatton | Bernard Latour           |

## Productie
In 2004 bracht auteur Eric Jager met The Last Duel: A True Story of Trial by Combat in Medieval France een non-fictieboek uit over het duel tussen ridder Jean de Carrouges en diens schildknaap Jacques Le Gris, het laatste gerechtelijk tweegevecht dat officieel erkend werd in Frankrijk. In 2008 werkte Jager met BBC Four samen aan een docudrama over het historisch duel.
Eind 2014 verwief Studio 8 de rechten op het boek. Een jaar later werden er door het productiebedrijf plannen bekendgemaakt om het boek te verfilmen in samenwerking met regisseur Francis Lawrence en scenarist Shaun Grant.
Nadien belandden de rechten op het boek bij 20th Century Fox. In juli 2019 raakte bekend dat Jagers boek door regisseur Ridley Scott en acteurs Ben Affleck en Matt Damon zou verfilmd worden. Affleck en Damon, die samen met scenariste Nicole Holofcener het script schreven, werden aanvankelijk aangekondigd als hoofdrolspelers. Omdat Fox in de loop van 2019 werd overgenomen door The Walt Disney Company waren er aanvankelijk twijfels over de toekomst van het project en kreeg de productie niet meteen groen licht van de studio.
In september 2019 werd Jodie Comer gecast. In oktober 2019 werd bericht dat Affleck ervoor gekozen had om een bijrol te vertolken, waardoor Adam Driver de hoofdrol kreeg die oorspronkelijk voor Affleck bedoeld was. Een maand later kreeg het filmproject officieel groen licht van Disney. In februari 2020 raakte ook de casting van Harriet Walter bekend.
De opnames gingen op 14 februari 2020 van start in Dordogne. Er werd gefilmd aan onder meer het Kasteel van Berzé in Saône-et-Loire. In maart 2020 stond men op het punt om in Ierland te filmen toen de productie vanwege de coronapandemie tijdelijk werd stopgezet. Damon ging vervolgens met zijn gezin enkele weken in lockdown in het Ierse stadje Dalkey. In september 2020 ging de productie opnieuw van start in het Ierse graafschap County Meath. Op 14 oktober 2020 werden de opnames afgerond.

## Release en ontvangst
De Amerikaanse release was oorspronkelijk gepland voor 25 december 2020. Door de coronapandemie liep de productie vertraging op en werd de release uitgesteld tot 15 oktober 2021. De film ging in première op 10 september 2021 op het Filmfestival van Venetië.
Op Rotten Tomatoes heeft The Last Duel een waarde van 86%, gebaseerd op 238 recensies. Op Metacritic heeft de film een gemiddelde score van 67/100, gebaseerd op 50 recensies. Kritiek was er op de bijna geheiligde manier waarop het vrouwelijk personage wordt weergegeven en op de cinematografie, met te veel ellipsen in de montage en fantasieloze cameravoering. Pas in het tweegevecht overtuigt de cinematografie van Scott.